# Molo

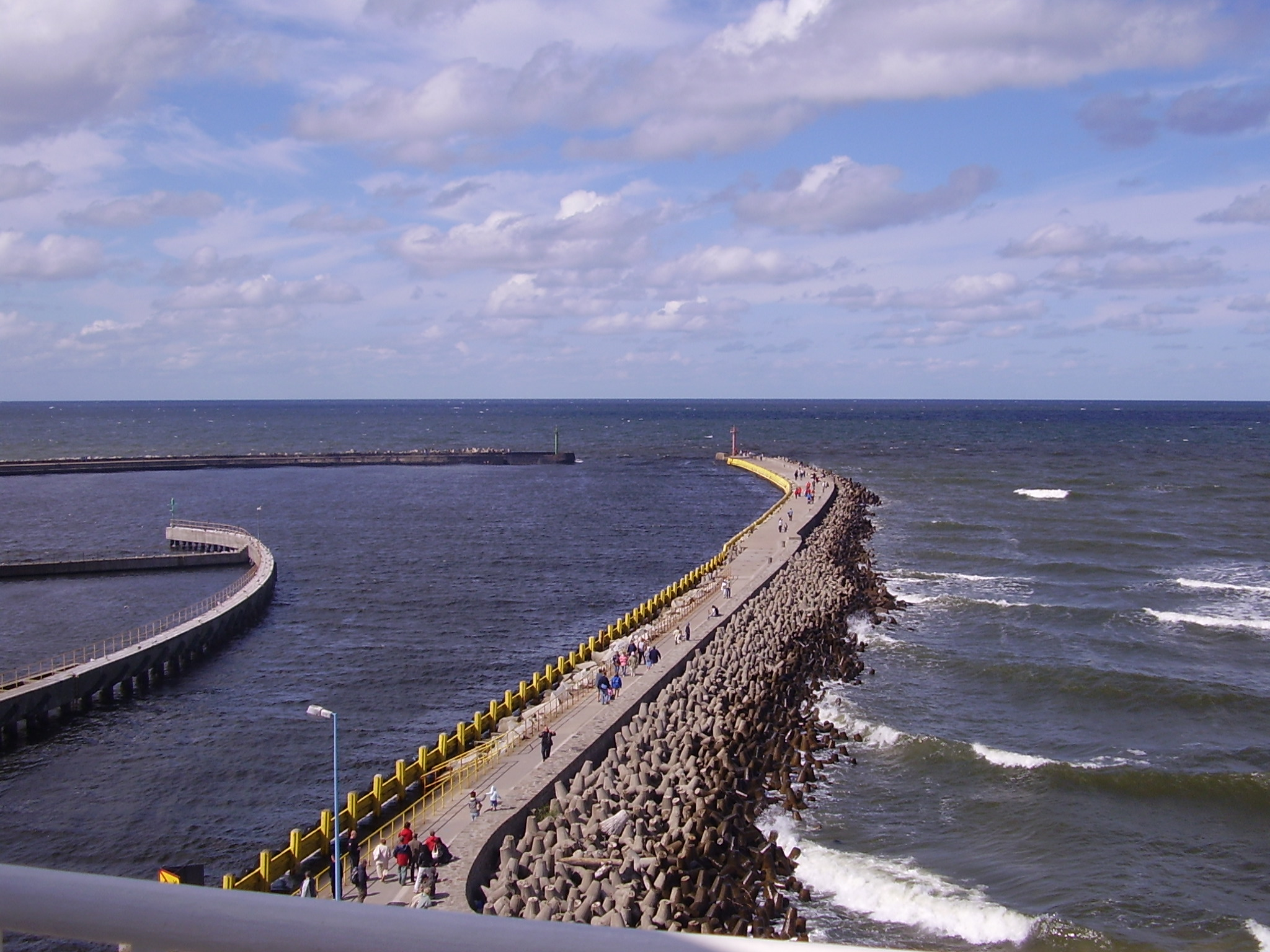
Molo in Polonia.

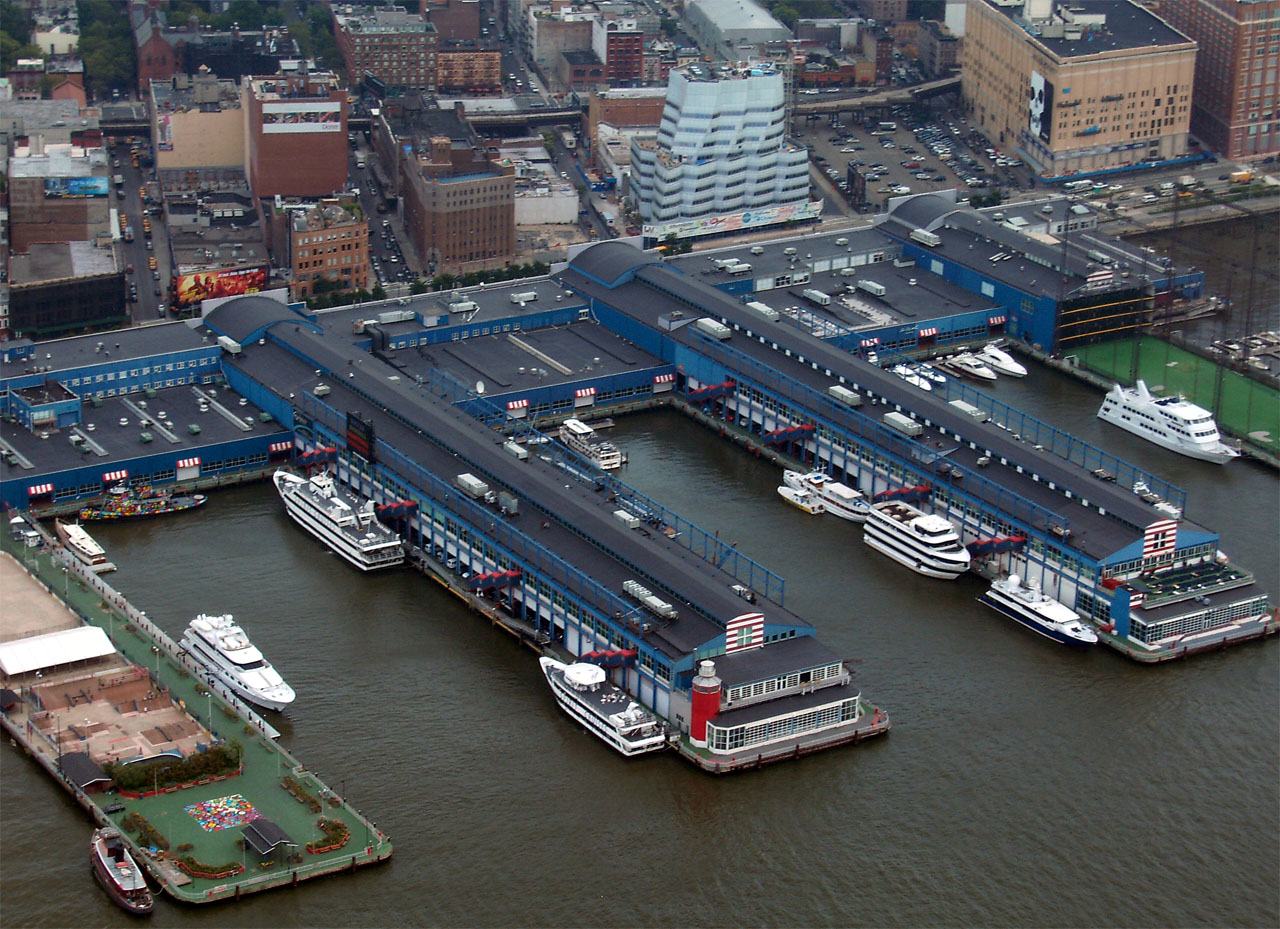
I Chelsea Piers a New York

Il molo è una costruzione situata su un oceano, mare, lago o fiume, che si protende dalla terraferma verso lo specchio acqueo, la cui funzione principale è quella di fungere da ormeggio alle imbarcazioni per consentire la discesa sulla terraferma dei passeggeri e/o lo scarico delle merci al riparo del moto ondoso.
Può essere costruito con materiali diversi: i più frequenti sono pietre o cemento; in particolare, per i lati esposti al moto ondoso è molto frequente l'utilizzo di tetrapodi in cemento armato. I moli costruiti su palafitte o galleggianti si chiamano invece pontili. Spesso nel punto più estremo di un molo sorge un fanale di segnalazione ai naviganti.
Di particolare importanza sono i moli situati all'interno dei porti, che dispongono di tutte le attrezzature a corredo della loro funzione, quali le stazioni marittime per lo sbarco ed imbarco dei passeggeri, le gru per lo scarico ed il carico delle merci ed ampi spazi per lo stoccaggio dei container.